# Antenne redresseuse

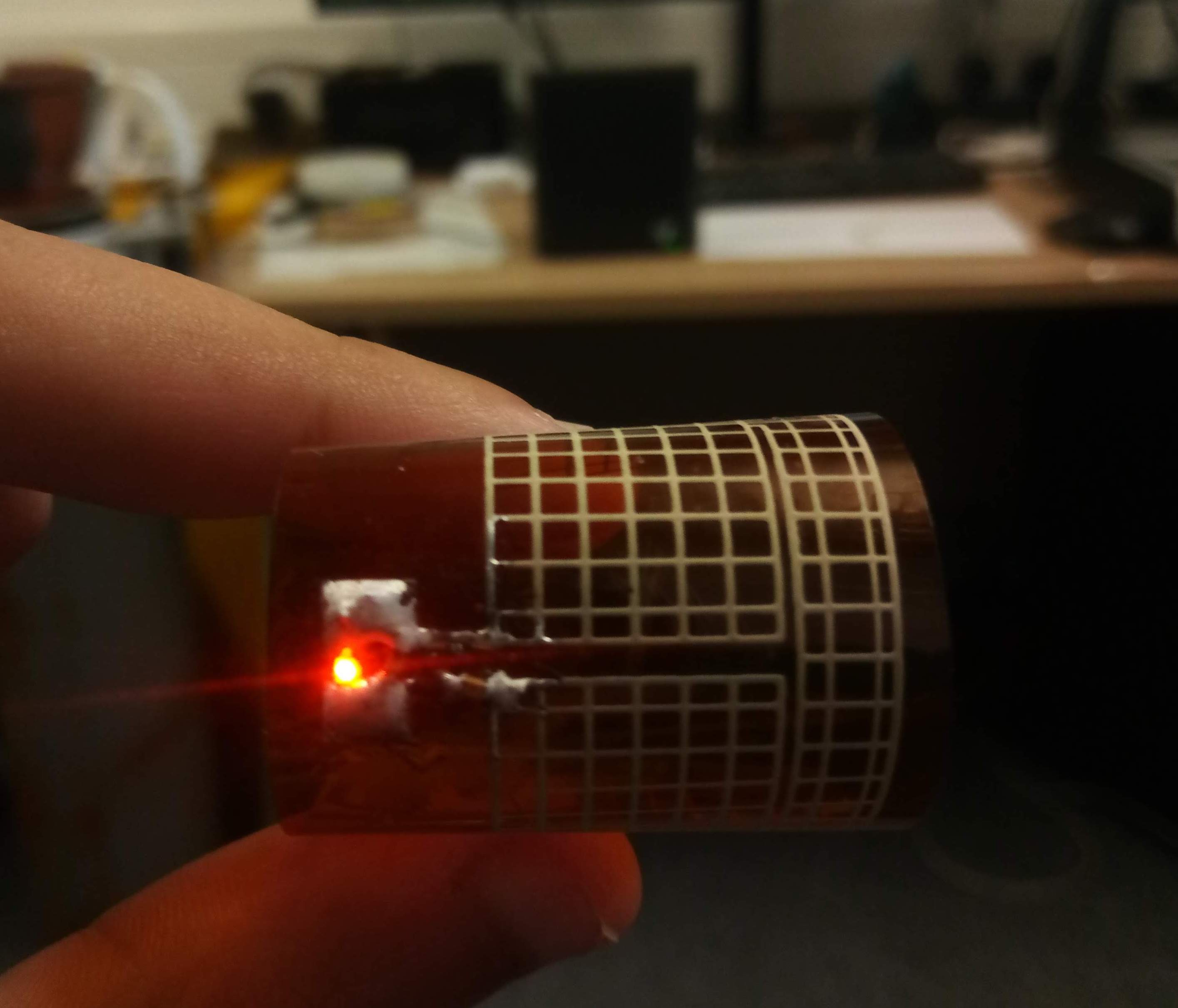
Une antenne redresseuse imprimée en 3D alimentant une LED à partir d'un signal radio à 915 MHz.

Une antenne redresseuse (rectifying antenna, rectenna en anglais) est une classe spéciale d'antennes capables de convertir de l'énergie radiofréquence en courant continu. Elles sont utilisées dans les systèmes qui transmettent l'électricité par des ondes radios. Une unité redresseuse simple se compose d'une antenne dipôle  avec une diode RF liant les éléments dipôles. La diode rectifie le courant alternatif induit dans l'antenne par les micro-ondes, produisant du courant continu qui fait marcher une charge à califourchon sur la diode. En général les antennes redresseuses incorporent des diodes Schottky grâce à leurs seuil de tension directe très bas et temps de commutation très rapide. Les grandes antennes redresseuses se composent d'un éventail de tels éléments dipôles.

## Histoire
L'ingénieur américain William C. Brown (en) invente en 1964 et fait breveter en 1969 l'antenne redresseuse. Il en montre le fonctionnement avec un hélicoptère réduit alimenté par des micro-ondes transmises depuis le sol et reçus par une antenne redresseuse à bord.
Depuis les années 1970, une des principales motivations de recherche est de mettre au point un système où une grande antenne sur Terre reçoit les micro-ondes provenant de satellites qui ont récolté la lumière du soleil. Une application militaire proposée est d'alimenter les drones en micro-ondes rayonnées depuis le sol, leur permettant de rester en l'air pendant de longues périodes. 
Récemment, on s'intéresse à leur utilisation pour faire marcher de petits appareils sans fil, les utilisations actuelles les plus répandues étant les radio-étiquettes, les cartes de proximité et les cartes sans contact (en), qui contiennent un circuit intégré alimenté par un petit élément redresseur. À proximité d'un poste détecteur, des ondes radios sont reçues par l'antenne, amorcent le circuit intégré et renvoient ces données un autre poste.